# Plegafulles de collar
El plegafulles de collar (Anabazenops fuscus) és una espècie d'ocell de la família dels furnàrids (Furnariidae) que habita els boscos del sud-est del Brasil. El nom específic fuscus significa ‘fosc’ en llatí.